# New Burlington (Ohio)
New Burlington é um lugar designado pelo censo localizado no condado de Hamilton no estado estadounidense de Ohio. No Censo de 2010 tinha uma população de 5.069 habitantes e uma densidade populacional de 637,92 pessoas por km².

## Geografia
New Burlington encontra-se localizado nas coordenadas 39° 15′ 44″ N, 84° 33′ 06″ O. Segundo o Departamento do Censo dos Estados Unidos, New Burlington tem uma superfície total de 7.95 km², da qual 7.95 km² correspondem a terra firme e (0%) 0 km² é água.

## Demografia
Segundo o censo de 2010, tinha 5.069 habitantes residindo em New Burlington. A densidade populacional era de 637,92 hab./km². Dos 5.069 habitantes, New Burlington estava composto pelo 52.34% brancos, 42.81% eram afroamericanos, 0.18% eram amerindios, 1.24% eram asiáticos, 0.08% eram insulares do Pacífico, 1.01% eram de outras raças e o 2.35% pertenciam a duas ou mais raças. Do total da população 2.37% eram hispanos ou latinos de qualquer raça.